# 1. Fußball-Club Köln 01/07 1968-1969
Questa voce raccoglie le informazioni riguardanti il 1. Fußball-Club Köln 01/07 nelle competizioni ufficiali della stagione 1968-1969.

## Stagione
Nella stagione 1968-1969 il Colonia, allenato da Hans Merkle, concluse il campionato di Bundesliga al 14º posto. In Coppa di Germania il Colonia fu eliminato al primo turno dallo Stoccarda. In Coppa delle coppe il Colonia fu eliminato in semifinale dal Barcellona.

## Rosa
| N. |                     | Ruolo | Calciatore          |
| -- | ------------------- | ----- | ------------------- |
|    | Germania (bandiera) | P     | Rolf Birkhölzer     |
|    | Germania (bandiera) | P     | Paul Heyeres        |
|    | Serbia (bandiera)   | P     | Milutin Šoškić      |
|    | Germania (bandiera) | D     | Werner Biskup       |
|    | Germania (bandiera) | D     | Peter Blusch        |
|    | Germania (bandiera) | D     | Mathias Hemmersbach |
|    | Germania (bandiera) | D     | Hans Langanke       |
|    | Germania (bandiera) | D     | Fritz Pott          |
|    | Germania (bandiera) | D     | Anton Regh          |
|    | Germania (bandiera) | D     | Wolfgang Weber      |
|    | Germania (bandiera) | C     | Heinz Flohe         |

| N. |                     | Ruolo | Calciatore         |
| -- | ------------------- | ----- | ------------------ |
|    | Germania (bandiera) | C     | Bernhard Hermes    |
|    | Germania (bandiera) | C     | Wolfgang Overath   |
|    | Germania (bandiera) | C     | Heinz Simmet       |
|    | Germania (bandiera) | A     | Ludwig Bründl      |
|    | Germania (bandiera) | A     | Heinz Hornig       |
|    | Germania (bandiera) | A     | Jürgen Jendrossek  |
|    | Germania (bandiera) | A     | Hannes Löhr        |
|    | Germania (bandiera) | A     | Josef Röhrig       |
|    | Germania (bandiera) | A     | Carl-Heinz Rühl    |
|    | Germania (bandiera) | A     | Karl-Heinz Thielen |

## Organigramma societario
Area tecnica
- Allenatore: Hans Merkle
- Allenatore in seconda: Hans Schäfer
- Preparatore dei portieri:
- Preparatori atletici:

## Calciomercato

### Sessione estiva
| Acquisti | Acquisti      | Acquisti              | Acquisti |
| R.       | Nome          | da                    | Modalità |
| -------- | ------------- | --------------------- | -------- |
| D        | Werner Biskup | Fortuna Düsseldorf    |          |
| D        | Peter Blusch  | Eintracht Francoforte |          |
| A        | Ludwig Bründl | Monaco 1860           |          |

| Cessioni | Cessioni          | Cessioni         | Cessioni |
| R.       | Nome              | a                | Modalità |
| -------- | ----------------- | ---------------- | -------- |
| A        | Paul Alger        | Viktoria Colonia |          |
| A        | Helmut Bergfelder | Bonner           |          |
| A        | Dietmar Mürdter   | Bayer Leverkusen |          |
| D        | Wolfgang Rausch   | Rot-Weiss Essen  |          |
| D        | Reinhard Roder    | Bayer Leverkusen |          |
| D        | Jürgen Rumor      | Kaiserslautern   |          |
| P        | Anton Schumacher  | Viktoria Colonia |          |
| D        | Karl-Heinz Struth | Fortuna Colonia  |          |

## Risultati

### Bundesliga

#### Girone di andata
| Arbitro: | Fritz |

|                       |           |            |
| Overath 37’ Flohe 68’ | Marcatori | 75’ Becker |

| Arbitro: | Tschenscher |

|                         |           |           |
| Wimmer 58’ Bleidick 83’ | Marcatori | 87’ Flohe |

| Arbitro: | Seiler |

|            |           |  |
| Hornig 47’ | Marcatori |  |

| Arbitro: | Handwerker |

|                                                          |           |  |
| Friedrich 49’ Hasebrink 50’ Kentschke 75’ Windhausen 83’ | Marcatori |  |

| Colonia 7 settembre 1968, ore 15:30 CET 5ª giornata | Colonia | 0 – 0 referto | Monaco 1860 | Müngersdorfer Stadion (20 000 spett.)\| Arbitro: \| Schäfer \| |
| Arbitro:                                            | Schäfer |               |             |                                                                |

| Arbitro: | Siebert |

|                                 |           |         |
| Seeler 30’ Hönig 35’ Schulz 74’ | Marcatori | 7’ Rühl |

| Arbitro: | Redelfs |

|                     |           |  |
| Rühl 40’ Biskup 65’ | Marcatori |  |

| Arbitro: | Riegg |

|                               |           |          |
| Steffenhagen 58’ Krafczyk 72’ | Marcatori | 82’ Rühl |

| Arbitro: | Basedow |

|                    |           |             |
| Rühl 5’ Hornig 51’ | Marcatori | 88’ Huberts |

| Duisburg 19 ottobre 1968, ore 15:30 CET 10ª giornata | Duisburg  | 0 – 0 referto | Colonia | Wedaustadion (17 000 spett.)\| Arbitro: \| Kreitlein \| |
| Arbitro:                                             | Kreitlein |               |         |                                                         |

| Arbitro: | Schreiner |

|                        |           |  |
| Hornig 24’ Overath 77’ | Marcatori |  |

| Arbitro: | Horstmann |

|                                                                   |           |          |
| Larsson 14’ Menne 31’ Handschuh 41’ Haug 57’ Arnold 88’ Gress 89’ | Marcatori | 68’ Löhr |

| Arbitro: | Schulz |

|          |           |               |
| Löhr 40’ | Marcatori | 47’ Ohlhauser |

| Arbitro: | Biwersi |

|                                      |           |            |
| Rupp 37’ Görts 68’ Schütz 75’ (rig.) | Marcatori | 84’ Hornig |

| Arbitro: | Betz |

|               |           |             |
| Neuberger 69’ | Marcatori | 87’ Thielen |

| Arbitro: | Tschenscher |

|            |           |                                  |
| Biskup 90’ | Marcatori | 13’ Pawellek 85’ (rig.) Hoffmann |

| Arbitro: | Deuschel |

|  |           |             |
|  | Marcatori | 77’ Overath |

#### Girone di ritorno
| Arbitro: | Biwersi |

|                            |           |            |
| Becker 8’ Schmitt 19’, 88’ | Marcatori | 49’ Hermes |

| Arbitro: | Aldinger |

|          |           |                                       |
| Rühl 72’ | Marcatori | 8’ Laumen 30’, 63’ (rig.), 67’ Netzer |

| Arbitro: | Frickel |

|                                 |           |  |
| Skoblar 3’ Zobel 15’ Anders 80’ | Marcatori |  |

| Arbitro: | Schäfer |

|                         |           |               |
| Löhr 76’ Jendrossek 87’ | Marcatori | 49’ Hasebrink |

| Arbitro: | Picker |

|                      |           |            |
| Reich 50’ Zeiser 82’ | Marcatori | 14’ Bründl |

| Arbitro: | Betz |

|                                     |           |            |
| Biskup 17’, 43’ Hornig 23’ Rühl 75’ | Marcatori | 57’ Seeler |

| Arbitro: | Kreitlein |

|                             |           |          |
| Libuda 9’, 73’ Wittkamp 25’ | Marcatori | 14’ Rühl |

| Arbitro: | Heumann |

|            |           |  |
| Biskup 72’ | Marcatori |  |

| Arbitro: | Schröck |

|                |           |              |
| Hölzenbein 81’ | Marcatori | 2’, 27’ Rühl |

| Arbitro: | Seiler |

|          |           |               |
| Rühl 61’ | Marcatori | 42’ Heidemann |

| Arbitro: | Deuschel |

|                    |           |          |
| Ulsaß 21’ Maas 22’ | Marcatori | 37’ Löhr |

| Arbitro: | Redelfs |

|                                                  |           |                         |
| Rühl 3’ Löhr 17’, 20’ Jendrossek 47’ Overath 75’ | Marcatori | 31’ Gress 48’ Handschuh |

| Arbitro: | Herden |

|            |           |  |
| Müller 64’ | Marcatori |  |

| Arbitro: | Wengenmayer |

|                                      |           |                                            |
| Biskup 3’ Overath 4’ Rühl 40’ (rig.) | Marcatori | 27’ Görts 36’ Danielsen 65’ (rig.) Höttges |

| Arbitro: | Tschenscher |

|                   |           |           |
| Rühl 10’ Löhr 26’ | Marcatori | 44’ Weist |

| Arbitro: | Aldinger |

|                            |           |                |
| Ionescu 31’ Martinelli 65’ | Marcatori | 55’ Jendrossek |

| Arbitro: | Horstmann |

|                                 |           |  |
| Overath 51’ Rühl 77’ Hornig 84’ | Marcatori |  |

### Coppa di Germania
| Arbitro: | Spinnler |

|           |           |  |
| Gress 43’ | Marcatori |  |

### Coppa delle Coppe
| Arbitro: | Dorpmans |

|                     |           |          |
| Petyt 19’ Massé 56’ | Marcatori | 26’ Rühl |

| Arbitro: | Callaghan |

|                                        |           |  |
| Blusch 20’ Overath 22’ Rühl 53’ (rig.) | Marcatori |  |

| Arbitro: | Machin |

|  |           |                |
|  | Marcatori | 88’ Jendrossek |

| Arbitro: | Jones |

|                         |           |  |
| Löhr 3’, 53’ Blusch 72’ | Marcatori |  |

| Arbitro: | Krňávek |

|                           |           |              |
| Jendrossek 34’ Biskup 89’ | Marcatori | 42’ Gaardsøe |

| Arbitro: | Burguet |

|  |           |                          |
|  | Marcatori | 24’ Biskup 70’, 83’ Rühl |

| Arbitro: | Callaghan |

|                  |           |                       |
| Löhr 7’ Rühl 75’ | Marcatori | 23’ Zabalza 79’ Fusté |

| Arbitro: | Sbardella |

|                                |           |          |
| Filosía 6’ Fusté 53’, 67’, 80’ | Marcatori | 17’ Rühl |

## Statistiche

### Statistiche di squadra
| Competizione      | Punti | In casa | In casa | In casa | In casa | In casa | In casa | In trasferta | In trasferta | In trasferta | In trasferta | In trasferta | In trasferta | Totale | Totale | Totale | Totale | Totale | Totale | DR |
| Competizione      | Punti | G       | V       | N       | P       | Gf      | Gs      | G            | V            | N            | P            | Gf           | Gs           | G      | V      | N      | P      | Gf     | Gs     | DR |
| ----------------- | ----- | ------- | ------- | ------- | ------- | ------- | ------- | ------------ | ------------ | ------------ | ------------ | ------------ | ------------ | ------ | ------ | ------ | ------ | ------ | ------ | -- |
| Bundesliga        | 32    | 17      | 11      | 4       | 2       | 33      | 18      | 17           | 2            | 2            | 13           | 14           | 38           | 34     | 13     | 6      | 15     | 47     | 56     | -9 |
| Coppa di Germania | -     | 0       | 0       | 0       | 0       | 0       | 0       | 1            | 0            | 0            | 1            | 0            | 1            | 1      | 0      | 0      | 1      | 0      | 1      | -1 |
| Coppa delle coppe | -     | 4       | 3       | 1       | 0       | 10      | 3       | 4            | 2            | 0            | 2            | 6            | 6            | 8      | 5      | 1      | 2      | 16     | 9      | +7 |
| Totale            | 32    | 21      | 14      | 5       | 2       | 43      | 21      | 22           | 4            | 2            | 16           | 20           | 45           | 43     | 18     | 7      | 18     | 63     | 66     | -3 |

### Andamento in campionato
| Giornata  | 1 | 2 | 3 | 4 | 5 | 6  | 7  | 8  | 9 | 10 | 11 | 12 | 13 | 14 | 15 | 16 | 17 | 18 | 19 | 20 | 21 | 22 | 23 | 24 | 25 | 26 | 27 | 28 | 29 | 30 | 31 | 32 | 33 | 34 |
| --------- | - | - | - | - | - | -- | -- | -- | - | -- | -- | -- | -- | -- | -- | -- | -- | -- | -- | -- | -- | -- | -- | -- | -- | -- | -- | -- | -- | -- | -- | -- | -- | -- |
| Luogo     | C | T | C | T | C | T  | C  | T  | C | T  | C  | T  | C  | T  | T  | C  | T  | T  | C  | T  | C  | T  | C  | T  | C  | T  | C  | T  | C  | T  | C  | C  | T  | C  |
| Risultato | V | P | V | P | N | P  | V  | P  | V | N  | V  | P  | N  | P  | N  | P  | V  | P  | P  | P  | V  | P  | V  | P  | V  | V  | N  | P  | V  | P  | N  | V  | P  | V  |
| Posizione | 6 | 7 | 5 | 9 | 8 | 12 | 10 | 13 | 8 | 9  | 7  | 9  | 10 | 13 | 12 | 15 | 13 | 13 | 14 | 16 | 15 | 17 | 15 | 17 | 16 | 12 | 13 | 15 | 11 | 14 | 15 | 14 | 15 | 14 |

Legenda:

Luogo: C = Casa; T = Trasferta. Risultato: V = Vittoria; N = Pareggio; P = Sconfitta.

### Statistiche dei giocatori
| Giocatore      | Bundesliga | Bundesliga | Bundesliga  | Bundesliga | Coppa di Germania | Coppa di Germania | Coppa di Germania | Coppa di Germania | Coppa delle coppe | Coppa delle coppe | Coppa delle coppe | Coppa delle coppe | Totale   | Totale | Totale      | Totale     |
| Giocatore      | Presenze   | Reti       | Ammonizioni | Espulsioni | Presenze          | Reti              | Ammonizioni       | Espulsioni        | Presenze          | Reti              | Ammonizioni       | Espulsioni        | Presenze | Reti   | Ammonizioni | Espulsioni |
| -------------- | ---------- | ---------- | ----------- | ---------- | ----------------- | ----------------- | ----------------- | ----------------- | ----------------- | ----------------- | ----------------- | ----------------- | -------- | ------ | ----------- | ---------- |
| R. Birkhölzer  | 12         | 0          | 0           | 0          | 0                 | 0                 | 0                 | 0                 | 2                 | 0                 | 0                 | 0                 | 14       | 0      | 0           | 0          |
| W. Biskup      | 32         | 6          | 0           | 0          | 0                 | 0                 | 0                 | 0                 | 8                 | 2                 | 0                 | 0                 | 40       | 8      | 0           | 0          |
| P. Blusch      | 25         | 0          | 0           | 1          | 1                 | 0                 | 0                 | 0                 | 8                 | 2                 | 0                 | 0                 | 34       | 2      | 0           | 1          |
| L. Bründl      | 13         | 1          | 0           | 0          | 0                 | 0                 | 0                 | 0                 | 0                 | 0                 | 0                 | 0                 | 13       | 1      | 0           | 0          |
| H. Flohe       | 14         | 2          | 0           | 0          | 0                 | 0                 | 0                 | 0                 | 4                 | 0                 | 0                 | 0                 | 18       | 2      | 0           | 0          |
| M. Hemmersbach | 22         | 0          | 0           | 0          | 1                 | 0                 | 0                 | 0                 | 4                 | 0                 | 0                 | 0                 | 27       | 0      | 0           | 0          |
| B. Hermes      | 11         | 1          | 0           | 0          | 1                 | 0                 | 0                 | 0                 | 3                 | 0                 | 0                 | 0                 | 15       | 1      | 0           | 0          |
| P. Heyeres     | 21         | 0          | 0           | 0          | 0                 | 0                 | 0                 | 0                 | 7                 | 0                 | 0                 | 0                 | 28       | 0      | 0           | 0          |
| H. Hornig      | 32         | 6          | 0           | 0          | 1                 | 0                 | 0                 | 0                 | 8                 | 0                 | 0                 | 0                 | 41       | 6      | 0           | 0          |
| J. Jendrossek  | 19         | 3          | 0           | 0          | 1                 | 0                 | 0                 | 0                 | 5                 | 2                 | 0                 | 0                 | 25       | 5      | 0           | 0          |
| H. Langanke    | 0          | 0          | 0           | 0          | 0                 | 0                 | 0                 | 0                 | 0                 | 0                 | 0                 | 0                 | 0        | 0      | 0           | 0          |
| H. Löhr        | 20         | 7          | 0           | 0          | 1                 | 0                 | 0                 | 0                 | 4                 | 3                 | 0                 | 0                 | 25       | 10     | 0           | 0          |
| W. Overath     | 34         | 6          | 0           | 0          | 1                 | 0                 | 0                 | 0                 | 8                 | 1                 | 0                 | 0                 | 43       | 7      | 0           | 0          |
| F. Pott        | 24         | 0          | 0           | 0          | 1                 | 0                 | 0                 | 0                 | 4                 | 0                 | 0                 | 0                 | 29       | 0      | 0           | 0          |
| A. Regh        | 0          | 0          | 0           | 0          | 0                 | 0                 | 0                 | 0                 | 0                 | 0                 | 0                 | 0                 | 0        | 0      | 0           | 0          |
| J. Röhrig      | 0          | 0          | 0           | 0          | 0                 | 0                 | 0                 | 0                 | 0                 | 0                 | 0                 | 0                 | 0        | 0      | 0           | 0          |
| C. Rühl        | 30         | 14         | 0           | 0          | 1                 | 0                 | 0                 | 0                 | 7                 | 6                 | 0                 | 0                 | 38       | 20     | 0           | 0          |
| H. Simmet      | 34         | 0          | 0           | 0          | 1                 | 0                 | 0                 | 0                 | 8                 | 0                 | 0                 | 0                 | 43       | 0      | 0           | 0          |
| K. Thielen     | 29         | 1          | 0           | 0          | 1                 | 0                 | 0                 | 0                 | 7                 | 0                 | 0                 | 0                 | 37       | 1      | 0           | 0          |
| W. Weber       | 28         | 0          | 0           | 0          | 0                 | 0                 | 0                 | 0                 | 8                 | 0                 | 0                 | 0                 | 36       | 0      | 0           | 0          |
| M. Šoškić      | 2          | 0          | 0           | 0          | 1                 | 0                 | 0                 | 0                 | 0                 | 0                 | 0                 | 0                 | 3        | 0      | 0           | 0          |